# Michaela Kuklová

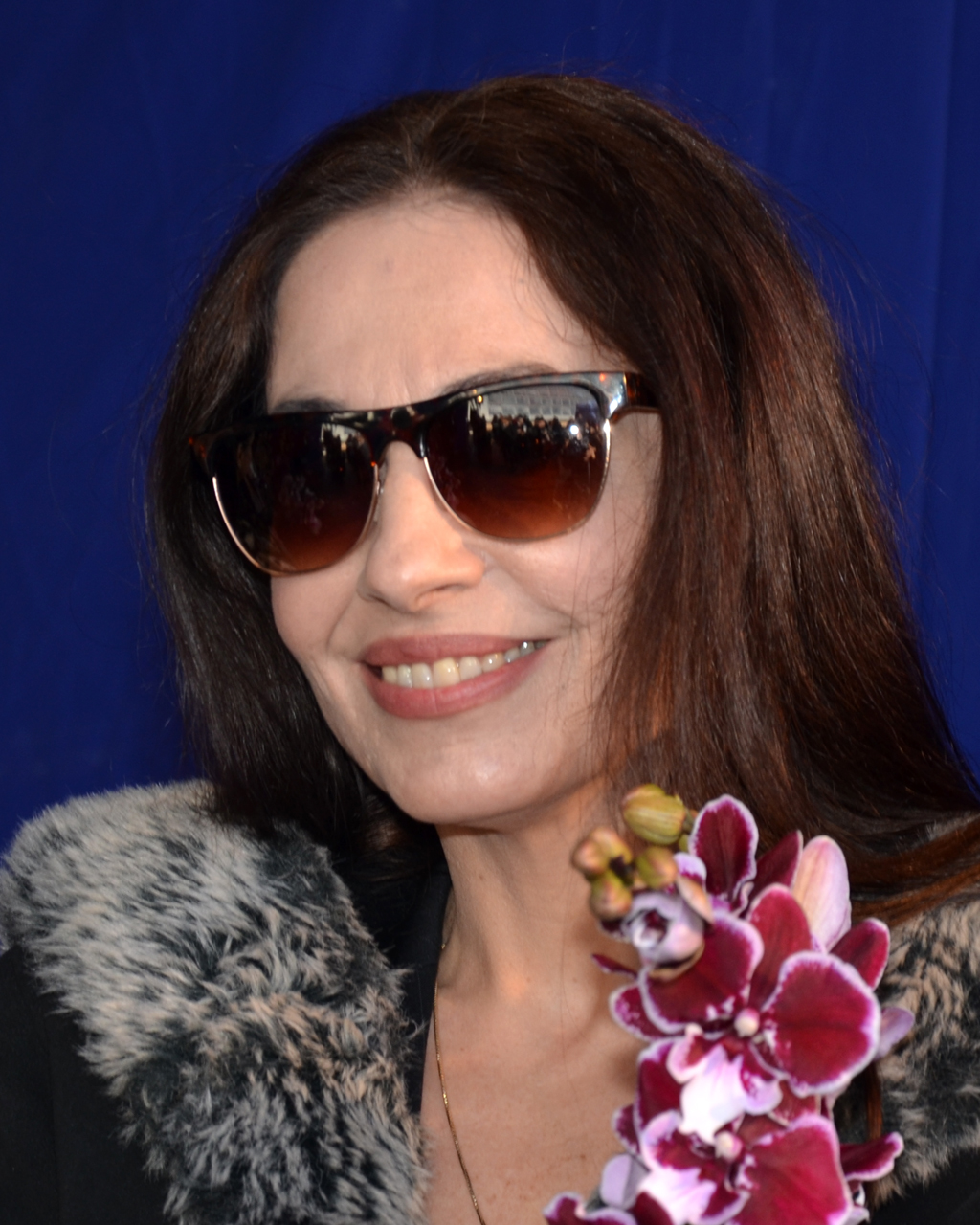
Michaela Kuklová (2018)

Michaela Kuklová (* 8. April 1968 in Prag) ist eine tschechische Schauspielerin.

## Leben
Ihr schauspielerisches Debüt hatte Kuklová 1981 in dem Film „Skleněný dům“. Ende der 1980er-Jahre folgten Rollen in Märchenverfilmungen, in denen sie große Bekanntheit erlangte. Ihre wohl größten Rollen hatte sie in Die Prinzessin und der fliegende Schuster (1987) als Prinzessin Jasněnka und in dem in der Kooperation der DEFA entstandene Märchenfilm Die Geschichte von der Gänseprinzessin und ihrem treuen Pferd Falada (1988) als Liesa, die unter ihrem Dasein als Magd leidet und die Prinzessin Aurinia während des Weges zum Schloss zu einem Rollentausch zwingt.
2011 war sie häufig in der TV-Serie Ordinace v růžové zahradě zu sehen.

## Filmografie (Auswahl)
- 1984: Der dritte Haken für Kater (Třetí skoba pro Kocoura)
- 1985: Ich suche ein Taubenhaus (Hledám dům holubí)
- 1987: Die Prinzessin und der fliegende Schuster (O princezně Jasněnce a létajícím ševci)
- 1988: Nadine, meine Liebe
- 1989: Die Geschichte von der Gänseprinzessin und ihrem treuen Pferd Falada (Princezna Husopaska)
- 1995: Joint Venture[1]
- 1995: Der Spritzen-Karli (Serie)
- 1997: Die Perlenjungfrau (O perlové panně)
- 1997: Tatort: Das Totenspiel
- 1997: Qualtingers Wien
- 1999: Alle meine Lieben (Všichni moji blízcí)
- 1999: Teuflisches Glück (Z pekla štěstí)
- 2001: Teuflisches Glück 2 (Z pekla stesti 2)
- 2004: Mörderische Suche
- 2006: Die Christkindfalle (Past na Ježíška)